# Pierre Destrée
Pierre Destrée (* 1962) ist ein belgischer Klassischer Philologe und Philosophiehistoriker auf dem Gebiet der antiken Philosophie.
Destrée hat 1988 einen M.A. in Klassischer Philologie und einen weiteren in Philosophie im selben Jahr an der Université Catholique de Louvain erworben. Dabei hat er ein Jahr in Deutschland verbracht (an den Universitäten Universität Bochum und Freiburg). 1994 wurde er mit einer Dissertation zum Thema Aristote et le sens de la métaphysique bei Jacques Taminiaux (Université Catholique de Louvain und Boston College) und Pierre Aubenque (Paris IV-Sorbonne) ebenfalls in Louvain promoviert.
Von 1988 bis 1994 war er wissenschaftlicher Mitarbeiter beim belgischen Fonds National de la Recherche Scientifique, von 1995 bis 1997 als Postdoc. Von 1995 bis 1998 war er Assistent in Teilzeit an der Université Catholique de Louvain. Seit 1988 ist er ebendort im De Wulf-Mansion Centre for Ancient, Medieval and Renaissance Philosophy außerordentlicher Professor. Zugleich ist er Chercheur qualifié im FNRS. Er hat zudem eine Vielzahl von Gastprofessuren und Forschungsaufenthalten wahrgenommen, darunter einen Aufenthalt als Directeur d’Études invité an der École des Hautes Études en Sciences Sociales (2007) und einen am Seeger Center for Hellenic Studies der Princeton University (2018).
Destrées Schwerpunkte sind Sokrates sowie Platons und Aristoteles’ Ethik, Politik und Ästhetik. Zu diesen hat er zahlreiche Aufsätze und Buchbeiträge veröffentlicht. Ein besonderes Interesse sind Lachen und Humor in der antiken Philosophie.

## Schriften (Auswahl)
Ausgaben
- Aristote, La Poétique. Traduction, présentation, notes, bibliographie et index. Garnier-Flammarion, Paris 2021. – Rezension von Paulo Pinheiro, in: Philosophie antique online, 5. Mai 2022

Herausgeberschaften
- (mit Jan Opsomer und Geert Roskam): Utopias in Ancient Thought. De Gruyter, Berlin 2021.
- (mit Dana Munteanu und Malcolm Heath): The Poetics in Its Aristotelian Context. Routledge, London 2020.
- (mit Franco Trivigno): Laughter, Humor and Comedy in Ancient Philosophy. Oxford UP, Oxford 2018.
- (mit Radcliffe Edmonds): Plato and the Power of Images. Brill, Leiden 2017.
- (mit Zina Giannopoulou): Plato’s Symposium. A Critical Guide. Cambridge University Press, Cambridge 2017, ISBN 978-1-107-11005-2.
- (mit Penelope Murray): The Blackwell Companion to Ancient Aesthetics. Chichester, Wiley-Blackwell 2015, ISBN 978-1-4443-3764-8.
- (mit Marco Zingano): Theoria. Studies on the Status and Meaning of Contemplation in Aristotle’s Ethics. Peeters, 2015.
- (mit Ricardo Salles und Marco Zingano): What is Up to Us ? Studies on Agency and Responsibility in Ancient Philosophy. Academia Verlag, 2014.
- (mit Marguerite Deslauriers): The Cambridge Companion to Aristotle’s Politics. Cambridge UP, Cambridge 2013.
- (mit Carole Talon-Hugon): Le Bien et le Beau. Approches Historiques. Editions Ovadia, 2012.
- (mit C. Collobert und F. Gonzalez): Plato and Myth. Studies on the Use and Status of Platonic Myths. Brill, Leiden 2012.
- (mit Fritz-Gregor Herrmann): Plato and the Poets. Brill, Leiden 2011.
- (mit Gerd Van Riel): Ancient Perspectives on Aristotle's de Anima. Leuven UP 2010.
- (mit Christopher Bobonich): Akrasia in Greek Philosophy: From Socrates to Plotinus. Brill, Leiden 2007.
- (mit Nicholas D. Smith): Socrates’ Divine Sign: Religion, Practice, and Value in Socratic Philosophy. Academic Printing and Publishing, Kelowna 2005, ISBN 0-920980-91-0.
- Aristote. Bonheur et vertus. Presses Universitaires de France, Paris 2003.